# Hyperthaema sordida
Hyperthaema sordida là một loài bướm đêm thuộc phân họ Arctiinae, họ Erebidae.